# آلت‌بیر

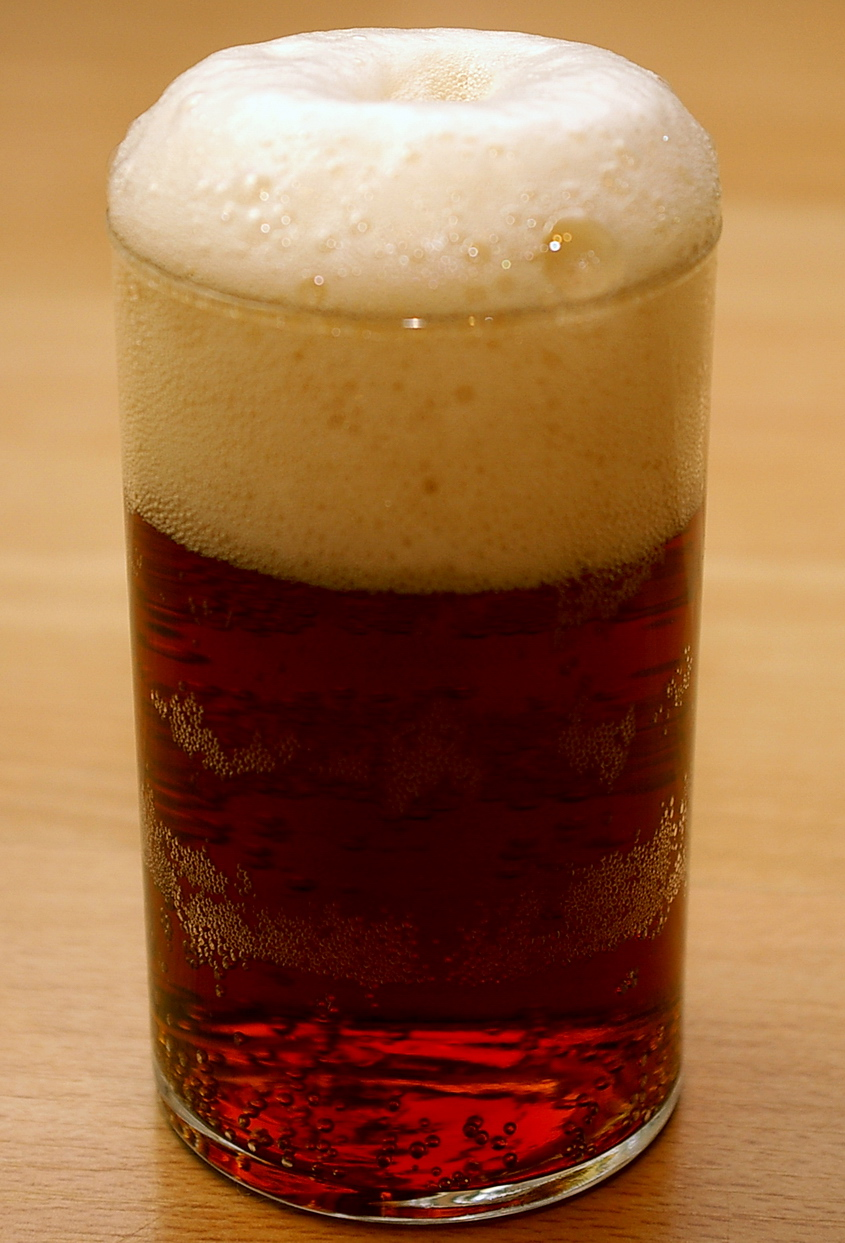
یک دیبلس آلت

آلْت‌بیر (به آلمانی: Altbier) (آلمانی: [ˈaltˌbiːɐ̯] ()، به زبان آلمانی به معنای آبجوی قدیمی) نوعی آبجو است که در منطقهٔ راینلند، به‌ویژه در اطراف شهر دوسلدورف، در آلمان تولید می‌شود. این آبجو به رنگ مسی است و نام آن از روش قدیمی‌تر تخمیر از بالا نسبت به تخمیر از پایین لاگرها گرفته شده است.

## ویژگی‌ها
آلْت‌بیر معمولاً به رنگ مسی تیره است. این آبجو در دمای متوسط با استفاده از مخمر تخمیر از بالا می‌شود که به آن طعمی میوه‌ای می‌بخشد. به دلیل اینکه آلت‌بیر سپس در دمای خنک‌تر جا می‌افتد، طعم آن بیشتر به سبک‌های آبجوی لاگر شباهت دارد تا آنچه که برای آبجوهای تخمیر از بالا (مانند پیل‌ایل بریتانیایی) مرسوم است.